# 西浦町 (愛知県宝飯郡)
西浦町（にしうらちょう）は、かつて愛知県宝飯郡に存在した町である。
現在の蒲郡市西部に該当する。

## 地理
三河湾に突き出した西浦半島一帯と、形原台地にかけての地域を占めていた。三河湾に浮かぶ松島も西浦町の範囲だった。
海岸はリアス式海岸となっている場所が多く、知柄漁港、倉舞港などの港がある。また、西浦温泉があり、温泉街となっている。

## 歴史
古墳として円墳の原山1号墳・原山2号墳がある。かつては形原郷の一部であり、形原城から見て西にある浦だったことが名称の由来である。
文亀年間（1501年～1504年）には既に稲生港に突堤が築造されたとされ、古くから三河湾における寄港地となっていた。

### 近世
慶長6年（1601年）には旗本の松平家信（形原松平氏）の知行となり、元和4年（1618年）には形原松平氏が大名となったことから形原藩領となった。元和5年（1619年）には旗本の松平清直の知行となり、形原陣屋に統治された。なお、西浦村で産出する花崗岩は名古屋城の築城にも用いられた。
延宝元年（1673年）には幕府領となり、延宝8年（1680年）には松平内匠頭乗親の知行となった。正徳2年（1712年）には再び幕府領となり、享保3年（1718年）には旗本の壷井氏の知行となり、享保9年（1724年）には旗本の巨勢至信の知行となった。

### 近現代

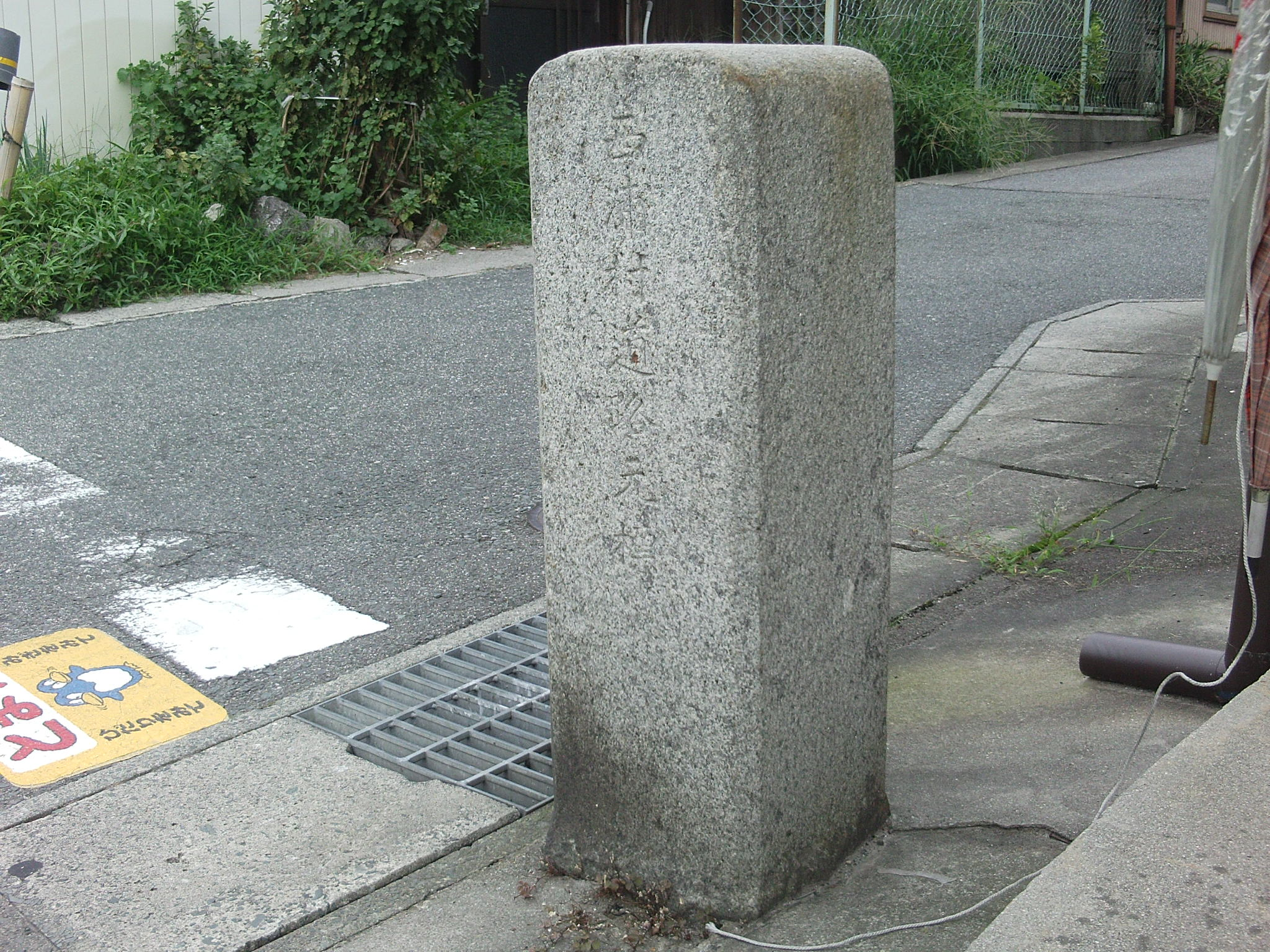
西浦村道路元標

1877年（明治10年）には254隻の船数があり、うち50石以上の船が12隻あった。船主は118人、漁船は158隻であり、明柄港と稲生港を有していた。
1889年（明治22年）10月1日、町村制施行によって宝飯郡西浦村が発足した。1891年（明治24年）時点の戸数は406戸であり、人口は2399人だった。明治時代初期の経済の中心は農業だったが、近代には海運業や漁業が発展した。1895年（明治28年）には西浦港（旧稲生港）の船囲堤を改修し、1905年（明治38年）には西浦漁業組合共同販売所を設置した。1907年（明治40年）には西浦港の防波堤を築造し、1916年（大正5年）には明柄港の防波堤を築造した。
日露戦争後には西浦村大山、長瀬、稲村、折敷田にまたがる官有地が民間に払い下げられることになり、村外から高額の資金で払い下げを求める人物も現れたが、西浦村長の岡田紋三郎は西浦村公債を発行してこの土地を西浦村の財産とした。この土地では後に採石業が発展し、また西浦温泉の観光業も発展した。
1918年（大正7年）には西浦村と額田郡幸田村を結ぶ道路が宝飯郡道となった。1926年（昭和元年）には国鉄東海道本線蒲郡駅と西浦村を結ぶバスが開業し、1927年（昭和2年）には幸田村深溝と西浦村を結ぶバス路線が開業した。
1920年（大正9年）には稲生港に防波堤を新設する工事を行い、ほぼ現在の港湾の姿となると、1930年（昭和5年）には稲生港と䦰港を合わせた西浦港が内務省指定港湾となっている。1932年（昭和7年）には西浦漁業組合魚市場を開設した。西浦村の漁業を振興した人物として西浦村長の岡田紋三郎がいる。岡田は漁民に遠洋漁業を奨励し、カツオ船やマグロ船を建造したり、海技士試験のために船員講習会を開催するなどしている。
1936年（昭和11年）7月24日、三河鉄道（現・名鉄蒲郡線）西浦駅が開業した。1944年（昭和19年）2月11日、西浦村が町制施行して西浦町が発足した。大字は編成していない。

### 現代

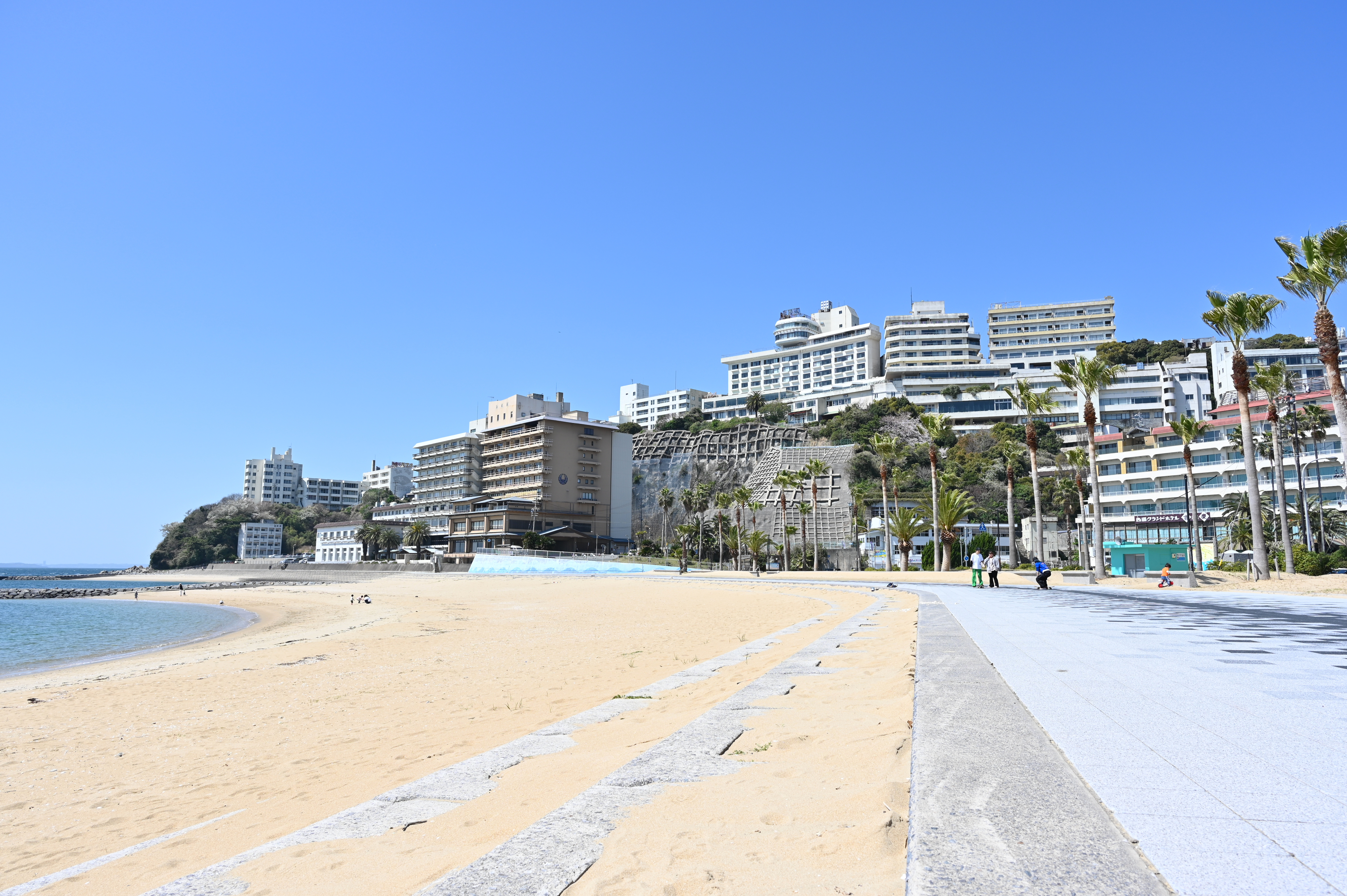
戦後に開発された西浦温泉

戦後の1947年（昭和22年）4月5日には首長公選制導入後初の西浦町長選挙が行われ、唯一の候補者として岡田紋三郎が無投票で西浦町長に就任した。1947年（昭和22年）には西浦町立西浦中学校が開校した。
1951年（昭和26年）4月23日には岡田がやはり無投票で西浦町長に再選された。1953年（昭和28年）5月8日の西浦町長選挙では無投票で吉見良助が当選した。1954年（昭和29年）には西浦温泉の開発を開始し、西浦半島が観光地として発展した。
1960年（昭和35年）の世帯数は1378世帯、人口は6964人である。1962年（昭和37年）、西浦港が地方港湾である三河港の一部となった。1963年（昭和38年）4月1日、蒲郡市に編入合併されて西浦町は廃止された。

## 教育
- 西浦町立西浦小学校（現・蒲郡市立西浦小学校）
- 西浦町立西浦中学校（現・蒲郡市立西浦中学校）

## 交通

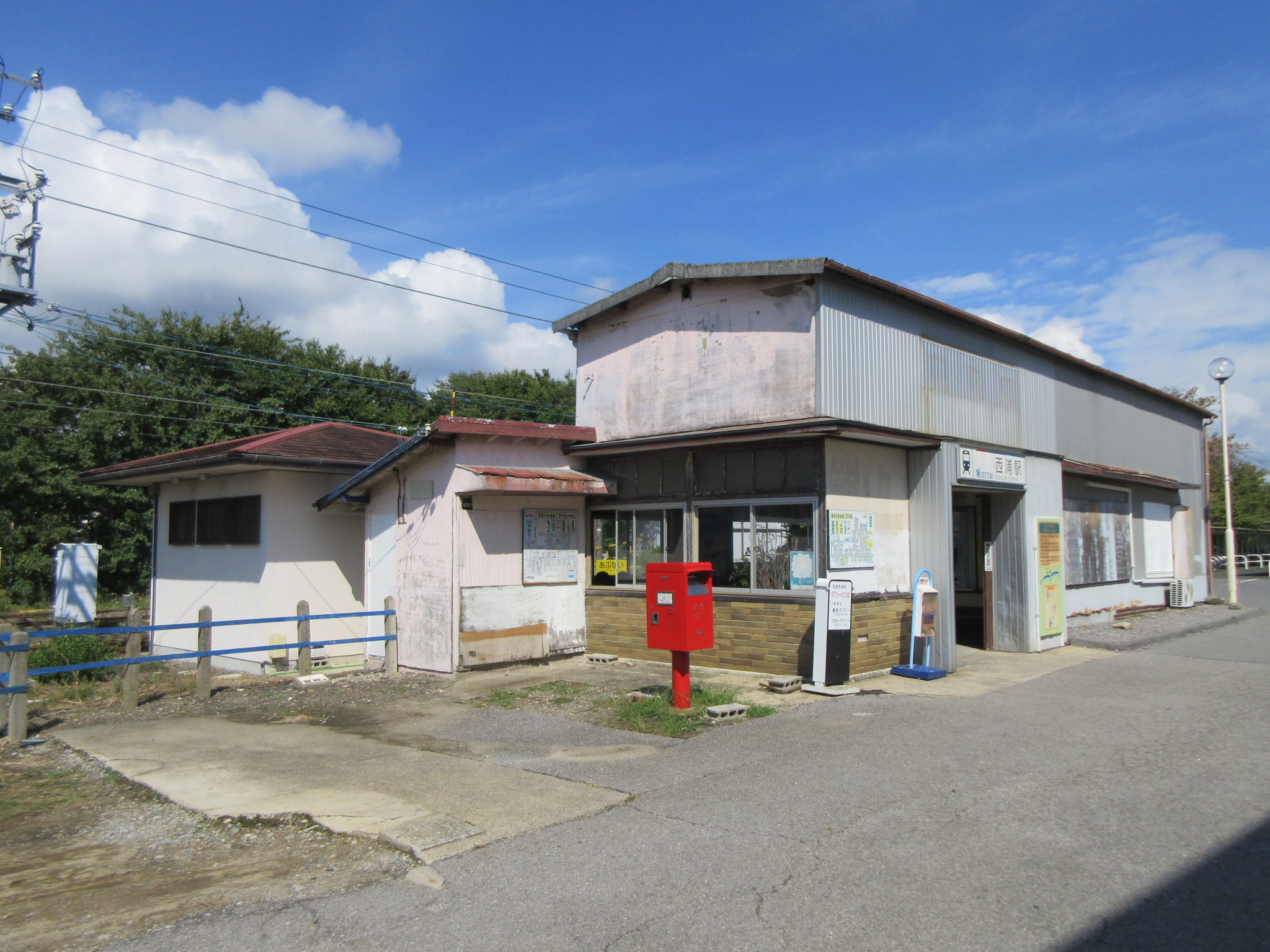
名鉄蒲郡線西浦駅

### 鉄道
1936年（昭和11年）11月10日に三河鉄道蒲郡方面延長線が全通し、西浦村には西浦駅が設置された。1941年（昭和16年）6月1日には名古屋鉄道三河線となり、1948年（昭和23年）5月16日には現在の名称である蒲郡線となった。
- 名古屋鉄道蒲郡線
  - 西浦駅

### 道路
- 幡豆街道（形原道）
  - 蒲郡と吉良吉田を結ぶ道路。

## 名所・旧跡・観光スポット
- 稲村神社
- 竜田天神社
- 八王子神社

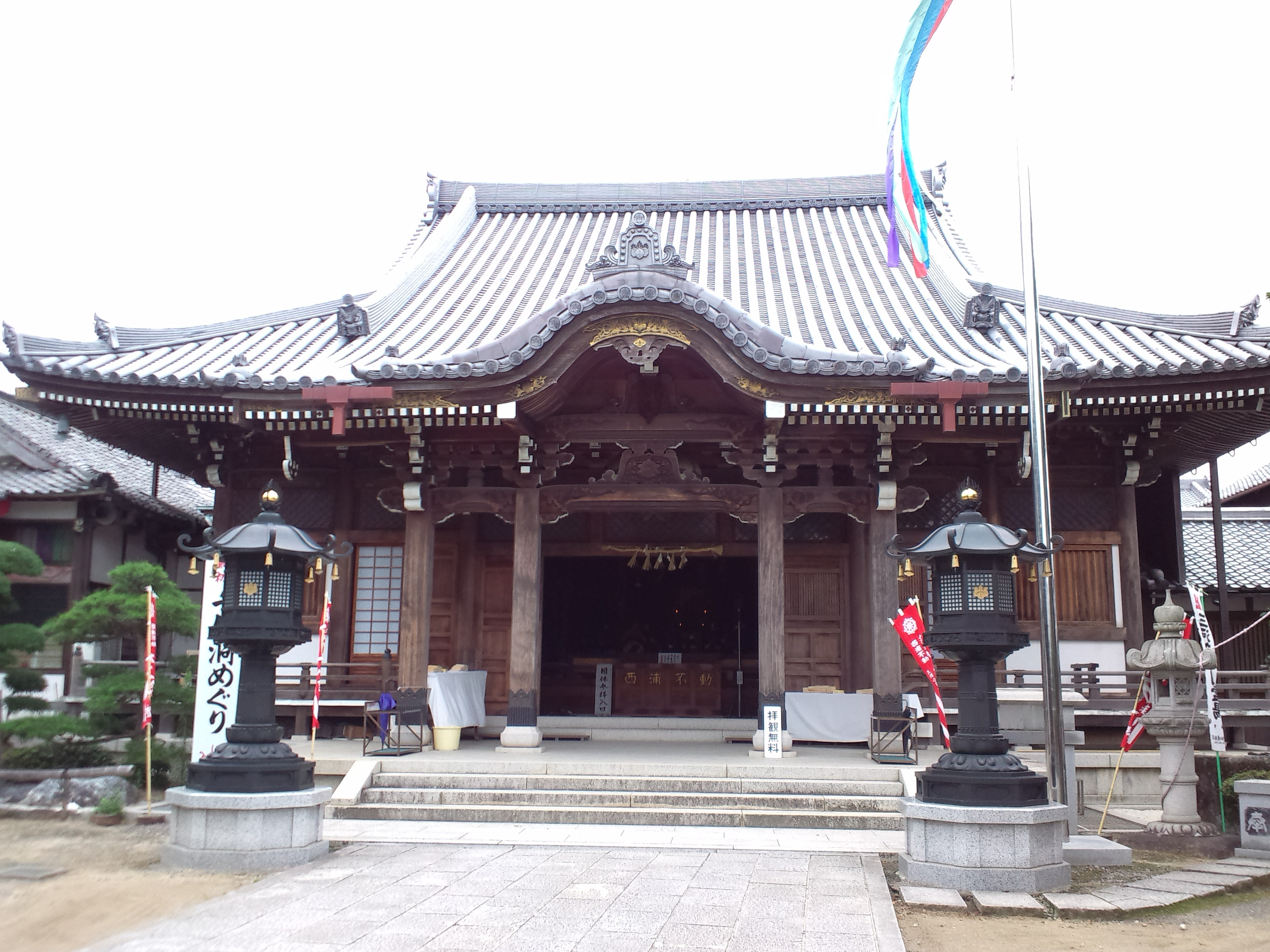
無量寺

- 無量寺 - 西浦不動とも呼ばれる真言宗の寺院。
- 西浦温泉 - 「東海の熱海」として知られる温泉街[8]。
- 西浦温泉海水浴場 - 西浦温泉街にある海水浴場。1999年に西浦温泉パームビーチに改称[9]。
- 西浦会館 - 西馬相にあった映画館[注 1]。

## 出身者
- 岡田紋三郎 - 西浦村長、西浦町長。西浦町における信用組合の生みの親、漁業組合の育ての親。
- 磯部常治 - 弁護士。第二東京弁護士会副会長。帝銀事件で平沢貞通の弁護を担当。銀座母娘殺し事件で犯罪被害者となる。